# Карагайлинский
Карагайлинский — посёлок в Киселёвском городском округе Кемеровской области.

## История
С 1963 по 2004 годы Карагайлинский имел статус посёлка городского типа.

## Население
| 1970 | 1979  | 1989  | 2002  | 2010  | 2021  |
| ---- | ----- | ----- | ----- | ----- | ----- |
| 6263 | ↘5483 | ↗5871 | ↘4436 | ↘4245 | ↘4052 |

## Экономика
По данным Большой советской энциклопедии в Карагайлинском велась добыча угля, работал бетонный завод.

## Транспорт
Посёлок расположен в 18 км от железнодорожной станции Киселёвск (на линии Артышта — Новокузнецк).